# عبر الأدمة

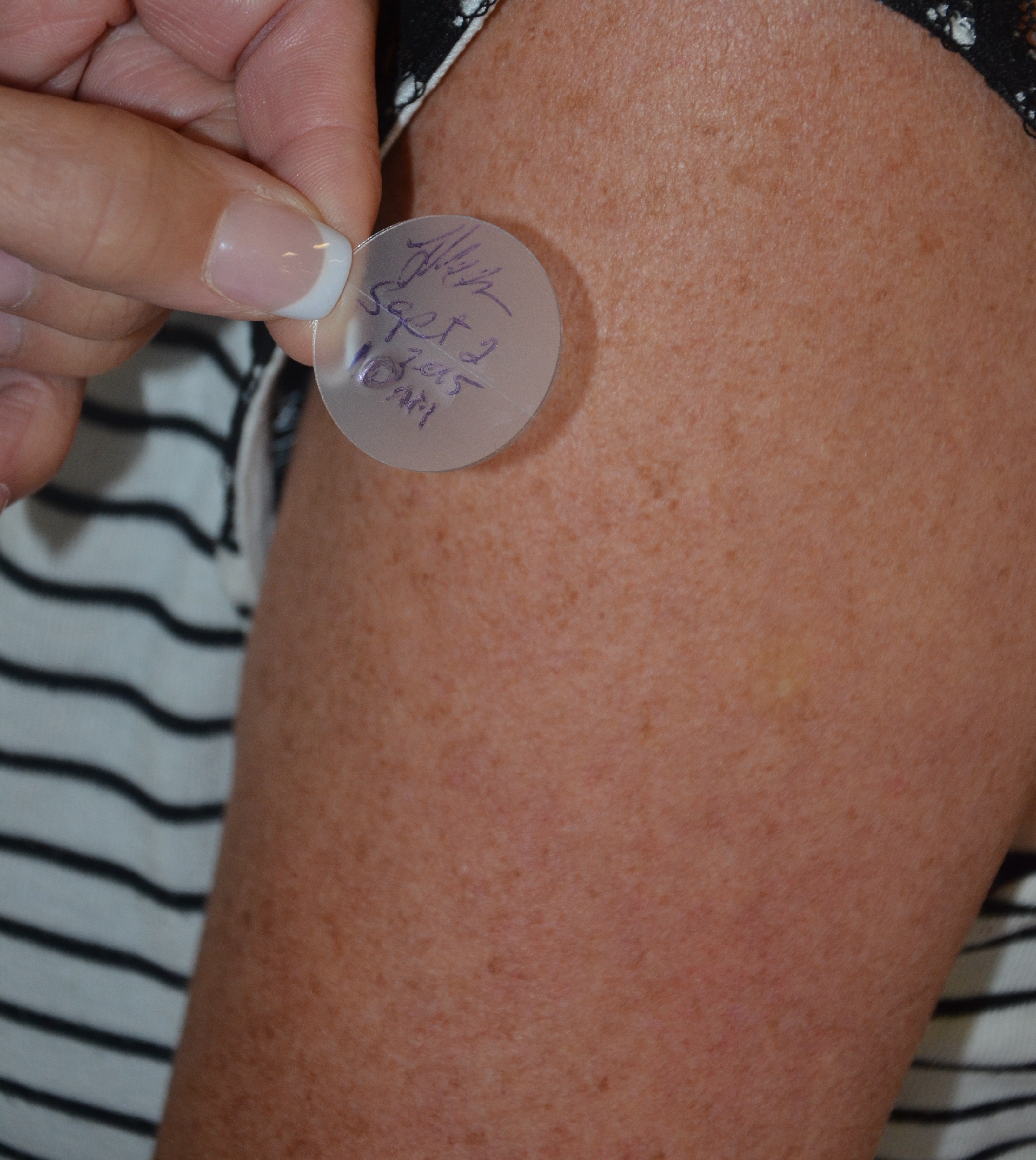

عبر الجِلد (طَريق الأدمة) هي إحدى الطرق التي تستخدم لإعطاء الأدوية حيث يتم توصيل العناصر الأساسية النَّشطة عبر الجلد للتوزيع الجهازي. وتشمل الأمثلة الرُّقع التي تستخدم لتوصيل الأدوية، والطُعُوْمُ التي تزرع عبر الجلد لأغراض علاجية و جمالية.

## الأساليب والتِقنيات

### العَقَبات
بالرغم من أن الجلد هو هدف كبير ومنطقي لتوصيل الدواء، إلّا أن وظائفه الأساسية تحد من فائدته لهذا الغرض. وظيفة الجلد الأساسية هي حماية الجلد من المواد المؤذية الخارجية (مثل: المواد الضارّة والكائنات الدقيقة) و لاحتواء جميع سوائل الجسم. و يجب أن يكون متين ومرن بما فيه الكفاية للسكاح بالحركة. تعمل الدهون في الجلد كموصلات رديئة للكهرباء و بالتالي تستطيع حمايتنا من التيارات الكهربائية إذا دعت الحاجة لذلك.
هناك طبقتين مهمتين في جلد الإنسان: 1) البَشَرَة  و 2) الأدمة. لتوصيل الادوية عبر الجلد، يجب أن يعبر الدواء من خلال الطبقات الفرعية للبَشَرَة للوصول إلى الأوعية الدقيقة في الأدمة.
الطّبقة المُتَقرِّنة  هي الطبقة العليا في الجلد وتختلف في سمكها من عشرة إلى مِئة مايكروميتر تقريباً، اعتماداً على منطقة الجلد في الجسم. وهو يتألف من خلايا كيراتينّيّة ميّتة متسطحة محاطة بنسيج غشائي دهني, والتي تعمل معاً مثل نظام الذي من الصعب اختراقه.
تمثل الطّبقة المُتَقرِّنة الحاجز الأكثر أهمية للانتشار. في الحقيقة, تعد الطّبقة المُتَقرِّنة حاجز  لما يقارب 90% من تطبيقات الأدوية عبر الجلد. ومع ذلك، تقريباً كل الجزيئات تخترقها   بدرجة قليلة. تحت الطّبقة المُتَقرِّنة توجد طبقة البَشَرة الحيوية. وتحت طبقة البَشَرة توجد طبقة الأدّمة, والتي يبلغ سمكها 1 ملليمتر تقريباً، 100 ضعف سمك الطّبقة المُتَقرِّنة. تحتوي طبقة الأدمة على أوعية صغيرة لتنقل الدواء للدورة الدموية و تنظيم الحرارة,  وهو نظام يعرف باسم دوان الأوعية الدقيقة الخاص بالجلد.

### المسارات عبر الجلد
هناك مساران رئيسيان تستطيع من خلالهما الأدوية عبور الجلد والوصول إلى الدورة الدموية. ويُعرف الطريق الأكثر مباشرة باسم مسار عبر الخلايا ( transcellular pathway )  . بواسطة هذا المسار, يعبر الدواء الجلد من خلال المرور مباشرة عبر الأغشية الليبيدية الفسفورية(phospholipids membranes) و السيتوبلازم  الخاص بالخلايا الكيراتينية الميتة التي تشكل  الطّبقة المُتَقرِّنة.
بالرغم من أن هذ المسار يعد المسار الأقصر مسافةً, إلّا أن الدواء يواجه مقاومة كبيرة للتسلل. وهذا بسبب ان الدواء يجب أن يجتاز الغشاء المُحب للدهون ثم المكونات الخلوية  المُحبة للماء التي تحتوي على الكيراتين, ثم الطبقة الليبيدية الفسفورية الثنائية(phospholipid bilayer) للخلية مرة أخرى.   وتتكرر هذا السلسلة من الخطوات مرات عديدة لاجتياز كامل سمك الطّبقة المُتَقرِّنة.(1)(2)
المسار الآخر أكثر شيوعا عبر الجلد هو مسار ما بين الخلايا. الأدوية التي تعبر الجلد بواسطة هذا المسار يجب أن تمر من خلال الفراغات الصغيرة التي توجد بين خلايا الجلد, مما يجعل الطريق أكثر تعرُّجاَ. بالرغم من أن سمك الطّبقة المُتَقرِّنة يبلغ 20 مايكروميتر فقط, الطريق الفعلي لانتشار معظم الجزيئات التي تعبر الجلد تبلغ ترتيبه 400مايكروميتر(4) وتساهم هذا الزيادة التي تبلغ 20 ضعف في المسار الفعلي للجزيئات المتسللة بشكل كبير في تقليل معدل اختراق الدواء.(3)
 ويعد الطريق الثالث لاختراق الطّبقة المُتَقرِّنة بواسطة  أجهزة طبية ذو الإبر الدقيقة والتي يوجد منها العديد من الماركات التجارية و المتغيرات.(5)  أظهرت تحقيقات في ماربورغ, في ألمانيا أن استخدام خلية فانز للاتشار أظهر أن هذه الطريقة تعد فعّالة في تعزيز قدرة المركبات المحبة للدهن والمحبة للماء على اختراق الجلد.(6) وظهرت أيضاً طريقة استخدام الإبرة الصغيرة باسم «لقاح المستقبل».(7)
وقد أثبت بحث حديث أن مسار ما بين الخلايا  يمكن تعزيزه بشكل كبير بواسطة الاهتمام بالكيمياء الفيزيائية للنظام وتذويب المكون الصيدلاني النشط مما يجعل توصيل الحمولة أكثر فعالية والذي يمكننا من توصيل معظم المركبات بواسطة هذا المسار.(8)(9)(10)

### الأجهزة والمستحضرات
تشمل  الأجهزة والمستحضرات  المخصصة لإعطاء المواد عبر الجلد:
اللواصق
عبر
الجل
بخاخات مصمّمة خصيصاً 